# Сант'Елія-а-П'янізі
Сант'Елія-а-П'янізі (італ. Sant'Elia a Pianisi) — муніципалітет в Італії, у регіоні Молізе,  провінція Кампобассо.
Сант'Елія-а-П'янізі розташований на відстані близько 210 км на схід від Рима, 19 км на схід від Кампобассо.
Населення — 1853 особи (2014).

## Демографія
Населення за роками:

Станом на 1 січня 2023 року в муніципалітеті офіційно проживало 65 іноземців з 18 країн, серед них 8 громадян країн Євросоюзу та 6 громадян України.

## Сусідні муніципалітети
- Бонефро
- Карлантіно
- Коллеторто
- Макк'я-Вальфорторе
- Моначильйоні
- Ріпаботтоні
- Сан-Джуліано-ді-Пулья